# Чорба
Чорба је врста супе карактеристична за Балкан али пре свега за Турску као и земље као што су Русија, Казахстан. 
Чорба потиче из Турске и правила се пре свега од шкембића. Поступак је био да се на ситно исецкани и на масноћи препржен лук додају такође иситњени шкембићи. Јело се залије водом да „огрезне” и кува на тихој ватри. 
Све остале касније варијанте чорбе – додавање милерама, сока од лимуна, друге врсте меса, поврћа и слично, су само касније варијанте.
У Османском царству је чак постојао еснаф чорбаџија. Код јањичара чин пуковника се звао чорбаџија.